# Strephonota pulchritudo
Espèce
Strephonota pulchritudo est un papillon de la famille des Lycaenidae, de la sous-famille des Theclinae et du genre Strephonota.

## Dénomination
Strephonota pulchritudo a été décrit par Herbert Druce en 1907 sous le nom de Thecla pulchritudo.

## Description
Strephonota pulchritudo est un petit papillon avec une fine et longue queue à chaque aile postérieure.
Le dessus est bleu avec l'apex des ailes antérieures noir.
Le revers est gris beige orné d'une étroite bande postdiscale blanche, avec aux ailes postérieures deux petits ocelles rouge dont un en position anale.

## Écologie et distribution
Strephonota pulchritudo est présent en Équateur.

### Protection
Pas de statut de protection particulier.